# 加藤俊三
加藤 俊三（かとう しゅんぞう、1946年11月9日 - ）は創通代表取締役社長、映画プロデューサー。山口県小野田市出身。 

## 学歴
- 明治学院大学法学部（1969年）中退。

## 職歴
- 1971年6月1日 - 東京ムービー入社。
- 1980年1月 - 東京ムービー制作プロデューサー。
- 1988年1月 - 東京ムービー新社取締役制作部長。
- 1990年10月1日 - 東京ムービー新社代表取締役社長。
- 1995年6月1日 - トムス・エンタテインメント取締役。
- 1995年11月1日 - トムス・エンタテインメント専務取締役事業本部長。
- 1996年10月1日 - トムス・エンタテインメント専務取締役ライツ管理本部統括。
- 1997年10月1日 - トムス・エンタテインメント代表取締役副社長、事業本部長。
- 1998年3月 - トムス・エンタテインメント代表取締役副社長、映像事業部管掌。
- 1999年4月1日 - テレコム・アニメーションフィルム代表取締役会長、トムス・フォト代表取締役会長。
- 2004年6月1日 - トムス・エンタテインメント代表取締役社長。
- 2005年11月28日 - トムス・エンタテインメント取締役。
- 2006年6月1日 - トムス・エンタテインメント退社。
- 2006年9月1日 - 創通映像（現：創通エンタテインメント）に移籍し代表取締役社長となる。
- 2023年 - 文化庁長官表彰[1]。
- 2024年 - 『東京アニメアワードフェスティバル2024』においてアニメ功労部門を受賞[2]。

## 主な担当作品

### テレビアニメ
- 天才バカボン（1971年 - 1972年）制作進行
- 赤胴鈴之助（1972年 - 1973年）制作進行
- ど根性ガエル（1972年 - 1974年）制作デスク、制作進行
- はじめ人間ギャートルズ（1974年 - 1976年）制作進行
- ガンバの冒険（1975年）制作主任
- 元祖天才バカボン（1975年 - 1977年）制作担当、制作デスク
- 家なき子（1977年 - 1978年）制作担当
- 宝島（1978年 - 1979年）制作担当
- ベルサイユのばら（1979年 - 1980年）プロデューサー
- あしたのジョー2（1980年 - 1981年）プロデューサー
- 新・ど根性ガエル（1981年 - 1982年）プロデューサー
- 孫悟空シルクロードをとぶ!!（1982年）プロデューサー
- とんでモン・ペ（1982年 - 1983年）プロデューサー
- スペースコブラ（1982年 - 1983年）プロデューサー
- キャッツ♥アイシリーズ
  - 第1期（1983年 - 1984年）プロデューサー
  - 第2期（1984年 - 1985年）プロデューサー
- ゴッドマジンガー（1984年）プロデューサー
- おねがい!サミアどん（1985年 - 1986年）プロデューサー
- ロボタン（1986年）プロデューサー
- ギャラクシー・ハイスクール（1986年）スーパーバイジング・プロデューサー
- Bugってハニー（1986年 - 1987年）プロデューサー
- バイオニックシックス（1987年）プロデューサー
- サッカーフィーバー（1994年 - 1995年）製作
- サイバーシックス（2000年 - 2001年）製作総指揮
- PROJECT ARMS（2001年 - 2002年）エグゼクティブプロデューサー
- パタパタ飛行船の冒険（2002年）製作総指揮
- 天使な小生意気（2002年 - 2003年）エグゼクティブプロデューサー
- 高橋留美子劇場（2003年）製作委員
  - 高橋留美子劇場 人魚の森（2003年）製作委員
- 京極夏彦 巷説百物語（2003年）企画
- ガラスの仮面（2005年 - 2006年）企画
- ゴルゴ13（2008年 - 2009年）企画

### 劇場版アニメ
- 新・ど根性ガエル ど根性夢枕（1982年）プロデューサー
- 冒険者たち ガンバと7匹のなかま（1984年）プロデューサー
- 宝島（1987年）プロデューサー
- Bugってハニー メガロム少女舞4622（1987年）
- AKIRA（1988年）プロデューサー[3]
- ベルサイユのばら 生命あるかぎり愛して（1990年）プロデューサー
- ガンバとカワウソの冒険（1991年）製作
- それいけ!アンパンマンシリーズ ※同時上映作品を含む
  - それいけ!アンパンマン とべ! とべ! ちびごん（1991年）製作
  - それいけ!アンパンマン つみき城のひみつ（1992年）製作
  - それいけ!アンパンマン 恐竜ノッシーの大冒険（1993年）製作総指揮
  - それいけ!アンパンマン リリカル☆マジカルまほうの学校（1994年）製作総指揮
  - それいけ!アンパンマン ゆうれい船をやっつけろ!!（1995年）製作総指揮
  - それいけ!アンパンマン 空とぶ絵本とガラスの靴（1996年）製作総指揮
  - それいけ!アンパンマン 虹のピラミッド（1997年）製作
  - それいけ!アンパンマン てのひらを太陽に（1998年）製作
  - それいけ!アンパンマン 勇気の花がひらくとき（1999年）製作
  - それいけ!アンパンマン 人魚姫のなみだ（2000年）製作
  - それいけ!アンパンマン ゴミラの星（2001年）製作
  - それいけ!アンパンマン ロールとローラ うきぐも城のひみつ（2002年）製作
  - それいけ!アンパンマン ルビーの願い（2003年）製作
  - それいけ!アンパンマン 夢猫の国のニャニイ（2004年）製作
  - それいけ!アンパンマン ハピーの大冒険（2005年）製作
- かいけつゾロリ（1993年）製作総指揮
- ルパン三世 くたばれ!ノストラダムス（1995年）代表委員
- ルパン三世 DEAD OR ALIVE（1996年）代表委員
- 名探偵コナンシリーズ
  - 名探偵コナン 時計じかけの摩天楼（1997年）製作
  - 名探偵コナン 14番目の標的（1998年）製作
  - 名探偵コナン 世紀末の魔術師（1999年）製作
  - 名探偵コナン 瞳の中の暗殺者（2000年）製作
  - 名探偵コナン 天国へのカウントダウン（2001年）製作
  - 名探偵コナン ベイカー街の亡霊（2002年）製作
  - 名探偵コナン 迷宮の十字路（2003年）製作
  - 名探偵コナン 銀翼の奇術師（2004年）製作
  - 名探偵コナン 水平線上の陰謀（2005年）製作
  - 名探偵コナン 探偵たちの鎮魂歌（2006年）製作

### OVA
- ウィザードリィ（1991年）製作
- おざなりダンジョン 風の塔（1991年）製作
- タイニー・トゥーンズの夏休み（1992年）製作
- レイアース（1997年）エグゼクティブプロデューサー
- 青山剛昌短編集（1999年）製作
  - 青山剛昌短編集2（1999年）製作
- からくりの君（2000年）製作
- やなせたかしメルヘン劇場（2008年）企画